# Testacellidae
Testacellidae – monotypowa rodzina ślimaków trzonkoocznych (Stylommatophora) obejmująca 6 gatunków zaliczanych do jednego rodzaju: Testacella. Są to lądowe, drapieżne ślimaki sporych rozmiarów (do 12 cm długości), o  muszli zredukowanej do małego krążka na końcu ciała. Muszla ta chroni jedynie serce i narząd wydalniczy. Tarka Testacellidae składa się z ostrych jak szpilki ząbków. Ślimaki te prowadzą częściowo podziemny tryb życia, dlatego pomimo stosunkowo dużej liczebności są trudne do zaobserwowania. Polują na dżdżownice. Występują w północnej Afryce oraz w  południowej i zachodniej części Europy.

## Systematyka
Nazwa rodzaju Testacella została użyta po raz pierwszy przez Cuviera w 1800 roku, jednak z powodu braków formalnych uznawana jest za nomen nudum. W 1801 roku dwaj naukowcy, Draparnaud i Lamarck, niezależnie od siebie opublikowali naukowe opisy rodzaju, ale praca Lamarcka ukazała się wcześniej i to on jest uznawany za pierwszego autora opisu.
Do rodziny Testacellidae i rodzaju Testacella zaliczane są gatunki:
- Testacella bisulcata
- Testacella gestroi
- Testacella haliotidea
- Testacella maugei
- Testacella riedeli
- Testacella scutulum

Gatunkiem typowym rodzaju jest T. haliotidea.